# 弗萊姆河 (施穆埃河支流)
46°46′53″N 9°07′41″E / 46.78132°N 9.12807°E

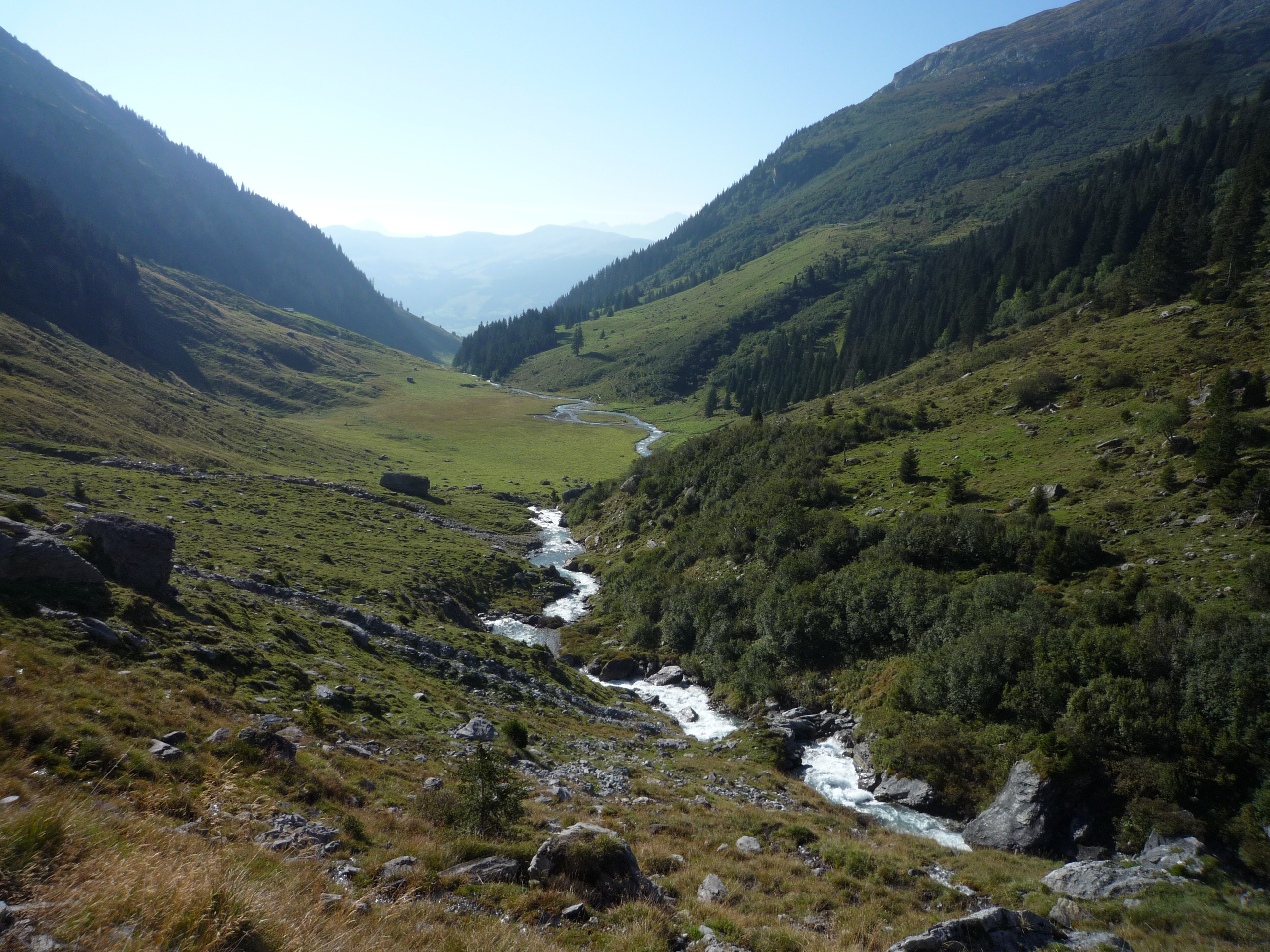

弗萊姆河是瑞士的河流，位於該國東南部，流經格勞賓登州，屬於施穆埃河的右支流，河道全長15.8公里，流域面積52.4平方公里，河畔城鎮有瓦爾滕斯堡。